# ویندشتاین
ویندشتاین (به فرانسوی: Windstein) یک کمون در فرانسه با جمعیت ۱۶۷ نفر است که در Canton of Niederbronn-les-Bains واقع شده‌است.